# Associação Genebrina do Museu dos Tramways

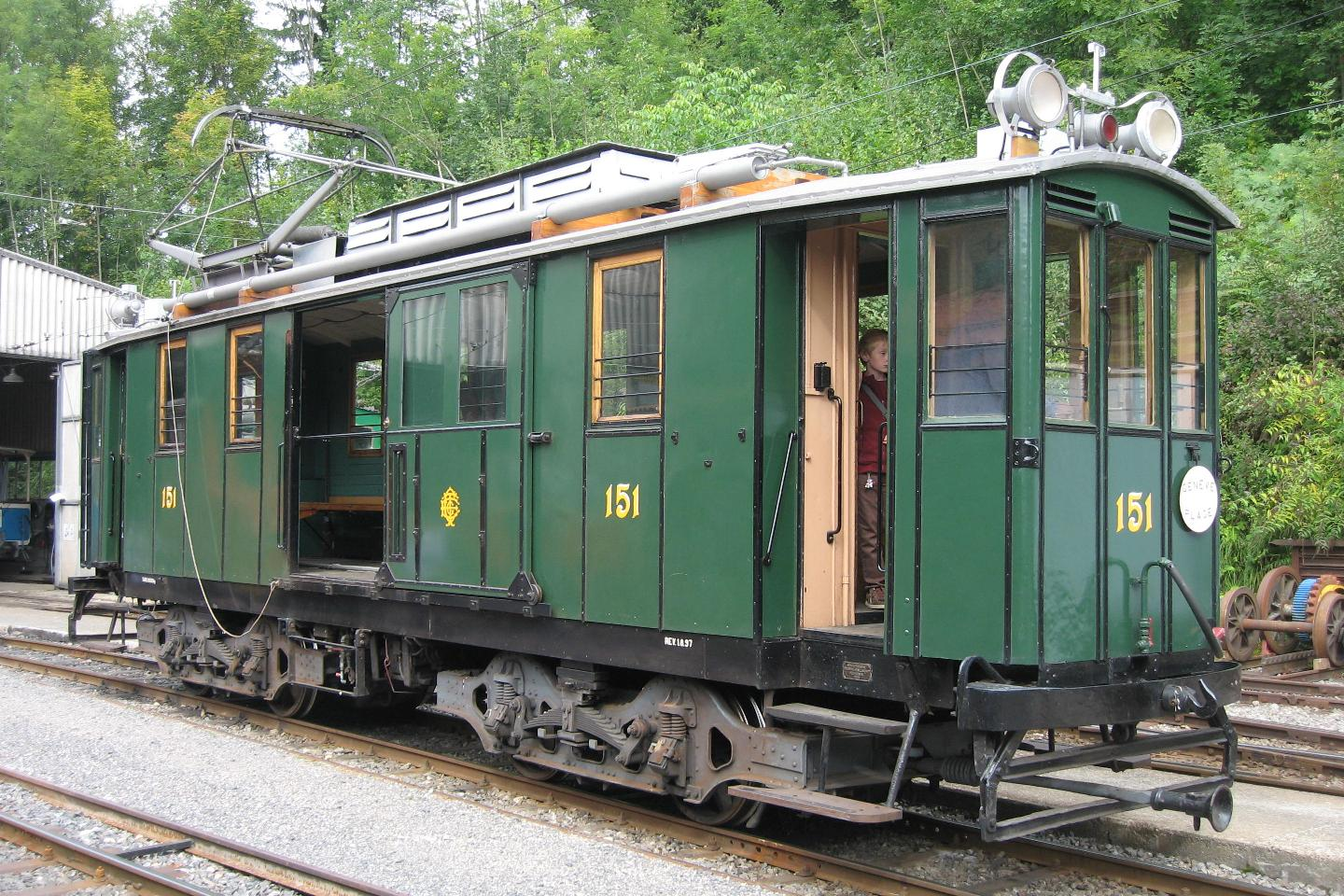
Tramway da AGMT

A Associação Genebrina do Museu dos Tramways  (AGMT) - em francês:  Association Genevoise du Musée des Tramways  - é uma associação que nasceu nos anos 1970 para conversar o património dos elétricos, os antigos carros eléctricos, fazendo a sua restauração e proporcionando passeios ou acontecimentos especiais na época estival do "velho material rolante".

## História
A ideia nasceu da reunião de alguns amigos no domingo 19 de Março de 1972 que  tentaram fazer um "Adeus aos velhos eléctricos" o que ocasionou uma afluência de mais de 250 pessoas e a preparação de dois conjuntos  (Be 4/4 67 + Bi 361 et Be 4/4 69 + Bi 363) (Imagens na AGTM ).
Durante o verão de 1972 a Companhia Genebrina dos Tramways Eléctricos (CGTE), a antiga companhia de transportes urbanos de Genebra e antecessora da  Transportes públicos de Genebra (TPG), procede a ensaios com um módulo articulado, a Be 4/6 108.
Estes dois eventos levam á criação da actual AGMT com a finalidade de :
- criação da oficina de reparação deste material por voluntários,
- criação de um museu em La Jonction.

Este velho material não pode esconder a sua origem típica:
- motrizes reconstruídas nas oficinas da CGTE,
- equipadas com travões "Charmilles",
- sistema eléctrico de controlo da marca "Sécheron".

## Fundação
A AGMT foi fundada a 20 de Janeiro de 1973 por oito amadores de tramways provenientes de diferentes meios estudantis e profissionais, que entram de seguida em contacto com a CGTE afim de garantir a preservação de um conjunto.
A primeira viagem efectuada pela motora 67 e do reboque 363 teve lugar nesse mesmo ano a 30 de Setembro, o que demonstra que a "ideia tinha pegado"!

## Imagens

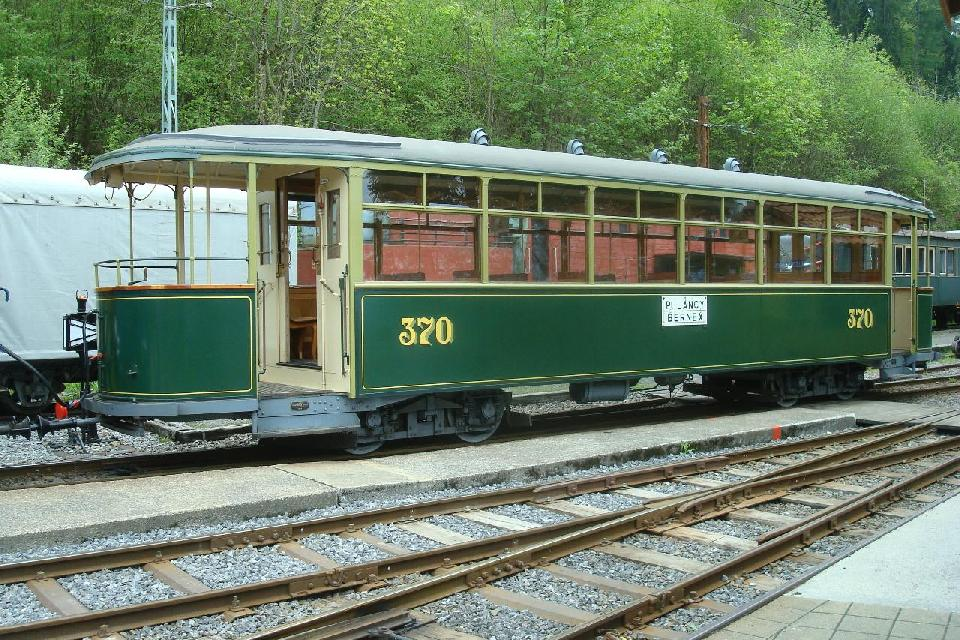
370
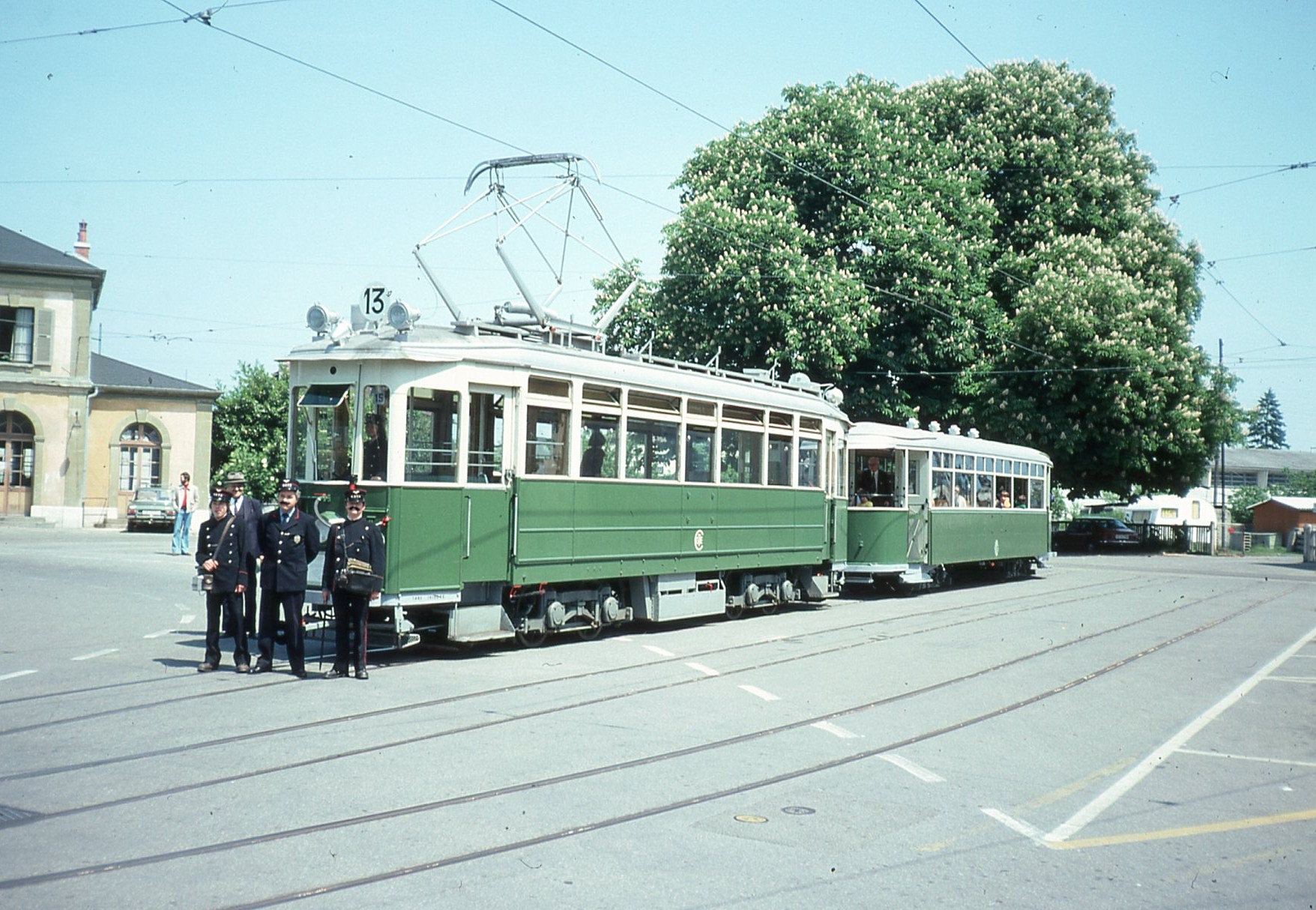
Tram 67 e reboque 363
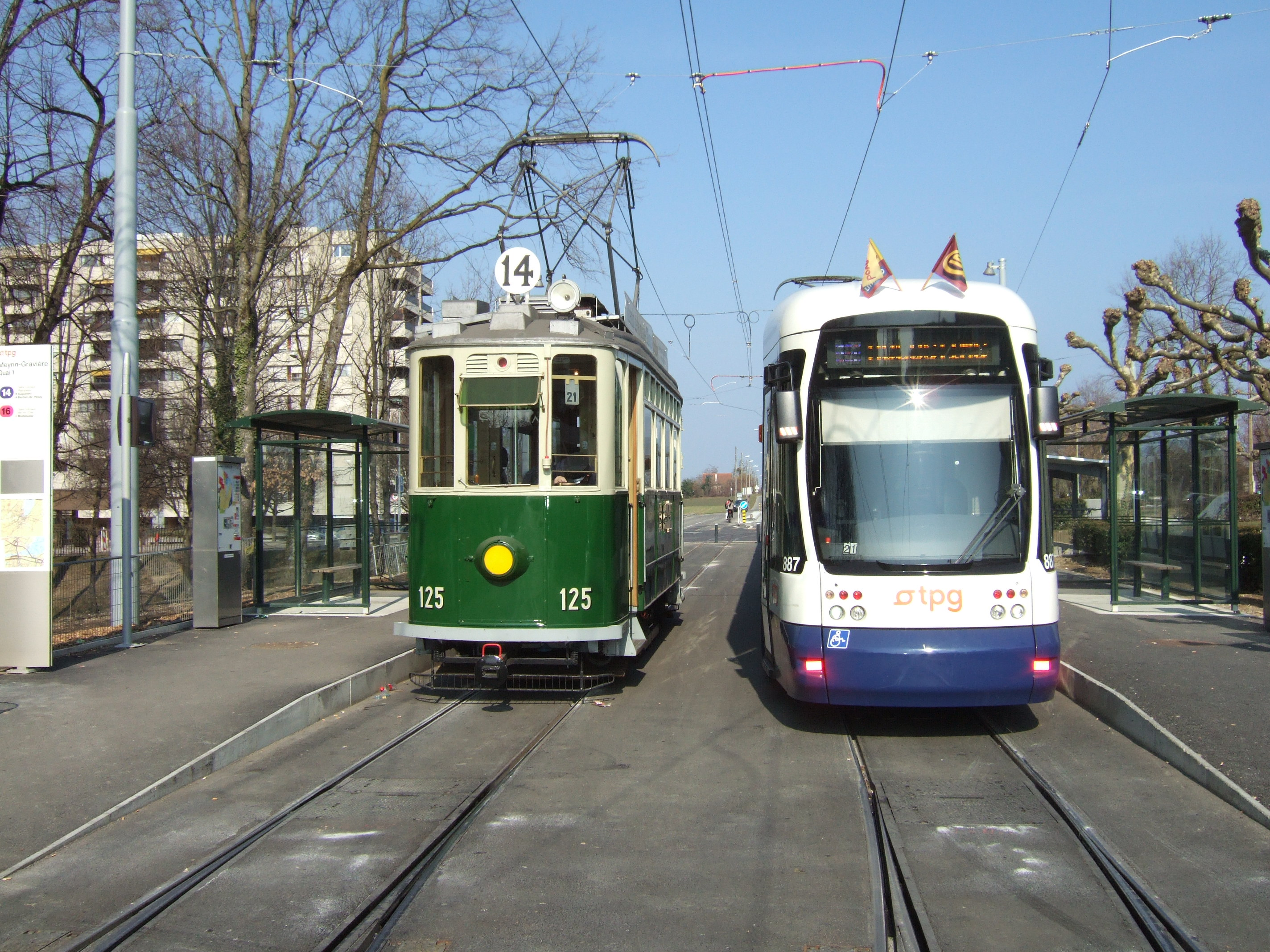
Conflito de gerações

## Filmes
Filmes na Youtube sobre a AGMT procurando por:  
- 'Festival trams historiques Genève'
- '150 ans du tram à Genève' com tramways a vapor